# L.N. Van Beusekom
L.N. Van Beusekom (né et mort à des dates inconnues) était joueur de football néerlandais, international indonésien, dont le poste fut gardien de but.

## Biographie

### Joueur
On sait peu de choses sur sa carrière de club, sauf qu'il évoluait dans le club de l'Hercules Batavia.

### International
Il est appelé par le sélectionneur néerlandais Johannes Christoffel van Mastenbroek pour jouer avec l'équipe des Indes néerlandaises (aujourd'hui l'Indonésie) la coupe du monde 1938.